# Daruma
Daruma (だるま) er en populær lykkebringer i Japan i form af en figur med store øjne og uden arme og ben. Den består af papmaché og er forsynet med en vægt, så den ikke kan falde om. Dermed giver den mod til at rejse sig op igen i enhver situation. Den bliver ofte solgt i buddhistiske templer. På darumafigurerne står de japanske skrifttegn for held eller succes.
Figuren forestiller den buddhistiske munk og og zen-patriark Bodhidharma, på japansk Daruma (達磨) - deraf navnet på figuren. Fremstillingen af figuren uden arme og ben går tilbage til, at munken angiveligt sad ni år i meditation foran en klippevæg for at opnå oplysning. Da man ikke behøver arme og ben, når man mediterer, mangler de også på lykkebringeren. Munken skulle desuden have behersket yoga og forskellige former for kampkunst og grundlagt shaolin kung fu. Ifølge sagnet skulle han engang være faldet i søvn, mens han mediterede. Da han vågnede op, ærgrede han sig så meget over denne mangel på disciplin, at han skar øjenlågene af, deraf de store øjne.
Daruma gælder som hjælper ved opfyldelse af ønsker. Først farvelægger man et øje på lykkebringeren, og så stiller man den et sted, hvor man så vidt muligt kommer forbi hver dag. Går ønsket i opfyldelse, bliver det andet øje også farvelagt. Derefter kan figuren brændes i et tempel.
I det 18. århundrede blev figuren forenet med legetøjet tumling.
En snemand hedder på japansk sne-daruma (雪達磨 Yuki-daruma)